# Годишњи обичаји
Годишњи обичаји, магијско обредно понашање одређене групе људи у циљу обезбијеђивања здравља и опште среће, а посебно плодности усјева и стоке, које се понавља у интервалима од једне године.

## Уопште о годишњим обичајима и њиховом настанку
Послије повремених и спорадичних дешавања у природи које је рани човјек примјећивао и памтио (киша, суша, хладноћа, вјетар), почео је да примјећује и разумијева цикличне — периодичне сталне промјене, које су се понављале у правилним временским интервалима (дан и ноћ, смјена годишњих доба...). Нарастао до круга, једног од основних принципа познатог универзума рани човјек је обезбиједио своје сигурно сазријевање. Примјећене закономијерности у понављању одређених природних дешавања, и човјекова фатална зависност о њима, натјерале су га и на прва стална реаговања. Зато су настала разна магијска обредна понашања којима је покушавао да удобровољи и учини себи наклоњенијим противне силе које није разумијевао. Тако су створена прва правила понашања која је понављао у интервалима од године дана, а која су названа „Годишњи обичаји“.
По мишљењу Шпире Кулишића већина обичаја настала је у оквирима једног изразито аграрног друштва и његових потреба. Тако настају први циклични обичаји везани за интервал од године дана, тзв. годишњи обичаји који се понављањем легализују и легитимизују у човјековом понашању.
Годишњи обичаји, као и уопште обичаји понашања људи, датују још из архаичних паганских времена. Обичаји нису настали наређењем, декретом, нити нечијом слободном вољом, они су директан рефлекс на праксу и сналажења примитивног човјека у њој.
Годишње обичаје срећемо код свих народа. И ма како су обичаји народни, то никако не значи да су и национални производ. Прије би се могло рећи да су народни обичаји у ствари људски обичаји. Њих производе и одређују:
- поднебља — географска припадност (отуда је велика сличност у обичајима свих народа у истом поднебљу),
- религијске идеологије — оне паганске обичаје прихватају, канонизују и настављају, при томе додајући одређене различитости које и чине појединачне народне обичаје истог поднебља специфичним и донекле различитим.[2]

Значи, годишњи обичаји, које карактеришу мађијски обичаји, настају у условима архаичне ловачко-скупљачке привреде и пољопривреде, који су имали за циљ да утичу на успјех у лову, земљорадњи и сточарству, као и на плодност поља, стоке, здравље и срећу укућана. Како су и религије довољно животне у одговору на схватања формирања људске праксе према природи, тако су и прихватиле многе паганске обичаје везавши их за поједина своја правила. Православна црква је код Срба многе народне обичаје и канонизовла, тако да је њен значај у чувању народне традиције, колико год је она њу мијењала и модификовала, био пресудан.

## Годишњи обичаји код Срба и њихова подјела
Годишњи обичаји код Срба по етнологу Петру Костићу као и по многим другим дијеле се на:
- Зимски обичаји везани су за зиму која по народном вјеровању почиње од Митровдана (8. новембар) и траје до Младенац (22. март). У неким крајевима се каже да зима почиње од Светог Мрате (24. новембар), опет у неким другим да почиње од Андријевдана (13. децембар).
  - Празници и обичаји у вези са животињама. У готово свим крајевима у којима живе Срби постојали су годишњи обичаји везани за животиње. Поријекло ових обичаја је свакако тотемистичко. Везано је за период сточарске производње. У периоду од Св. Андреје (13. децембар) до Св. Саве (27. јануара) вукови су најопаснији по стада стоке јер се тада „јате“ — паре, а како се то вријеме у неким крајевима назива „просинац“, ови дани су названи „Просјенац“ или „Прошјенац“ и задржали су се у називу мјесеца децембра и јануара. Створили су одређене обичаје и правила поноашања људи у њима.
  - Дјетињци Три недеље прије Божића су Дјетињци. Родитељи тада везују дјецу и дају им поклоне.
  - Материце Двије недеље прије Божића су Материце. Ова слава се назива „Женска“. Дјеца везују мајку а она се откупљује поклонима.
  - Очеви Недељу прије Божића су Очеви. Ово је „Мушка слава“. Дјеца и мајка везју очеве, а они се такође откупљују поклонима. Све ове магијске игре величају значај везе у породици, посебно припемајући значај наступајућег Божића.
  - Божић
    - Уношење бадњака и сламе у кућу
    - Бадња вечера
    - Божићна печеница
    - Животињски и људски полажајник
    - Обредни хлебови

  - Крстовдан
  - Богојављење
  - Покладе
- Прољећни обичаји
  - Ускрсни обичаји
  - Ђурђевдан
  - Јеремијин дан
  - Спасовдан
  - Духови – тројице
  - Заветине
- Љетњи обичаји
  - Видовдан
  - Ивањдан
  - Петровдан
  - Заштита од грома, непогоде и ветра
  - Преображење
- Славски годишњи обичаји обухватају све славе. (види: Списак крсних слава).[2]